# Bucklandiella heterosticha
Bucklandiella heterosticha, syn. Racomitrium heterostichum — вид мохів порядку гріміальних (Grimmiales).

## Поширення
Батьківщиною є Європа, Макаронезія, Північна Америка, Південна Америка, Азія.
Населяє кислі породи, камені та валуни, скельні виступи та уступи, схили пагорбів, скелі, сухі та відкриті, рідше затінені та вологі місця, іноді на піщаному ґрунті або тонкому ґрунті, накопиченому на скелях; на висотах від 0 до 2000 м.

## Характеристика
Рослини досить стрункі але жорсткі, у пухких або щільних пучках або великих килимках, часто сиві, дистально від тьмяно-зеленого до оливкового кольору, проксимально від коричневого до чорнуватого. Стебла 2–6(12) см, від лежачих до висхідних, слабо чи рясно розгалужені, часто з численними короткими розгалуженнями. Листки нещільно складчасті, скручені коли сухі, прямовисно-розпростерті у вологому стані, ланцетні й жолобчасті, (2)2.5–3.5(4.7) (з остюками) × 0.6–0.9 мм, краї 1-шаруваті на всьому протязі з кількома 2-шаруватими плямами дистально, загнуті з обох сторін до вершини, іноді сильно з одного боку і зазвичай менш загнуті з іншого боку; із зазвичай довгим, 0.5–1.5(3) мм остюком. Коробочкові ніжки коричневі, 4–9 мм. Коробочка коричнева, злегка блискуча, короткоциліндрична, 15–30 × 0.5–0.8 мм. Спори 14–18 мкм.